# 1880-ih
2. tisućljeće
◄ | 18. stoljeće | 19. stoljeće | 20. stoljeće | ►
◄ | 1850-ih | 1860-ih | 1870-ih | 1880-ih | 1890-ih | 1900-ih | 1910-ih | ►
1880. | 1881. | 1882. | 1883. | 1884. | 1885. | 1886. | 1887. | 1888. | 1889.

## Događaji i trendovi
- Friedrich Nietzsche objavio Tako je govorio Zaratustra

## Vanjske poveznice
|  | Zajednički poslužitelj ima još gradiva o temi 1880-ih |